# 可园 (福州)
可园是中国福州市的一处历史建筑，位于仓山区仓前街道马厂街康山里5号，毗邻以园。
可园建于民国初年，原为盐务官员钟景竹所建，英式建筑风格，红砖砌筑，包括两座高三层公寓楼。
1923年初，此处曾为王连俊寓所，在此举行了历时一个月的福音布道会，有数百人加入了新兴的福州地方教会。1928年8月，林徽因和梁思成夫妻蜜月期间，回到林氏故乡福州探母，在此小住月余。此外，福州医学院教授林梁诚、梵语专家罗世方、作家徐君藩都曾在可园居住。
2013年，可园被福州市列为保留历史建筑，并被纳入马厂街历史建筑群范围。